# Anya Taylor-Joy
Anya-Josephine Marie Taylor-Joy, född 16 april 1996 i Miami i Florida, är en brittisk skådespelerska. Hon filmdebuterade 2014, och började få större roller i film och TV året därpå. Hon tilldelades 2017 Trophée Chopard på Filmfestivalen i Cannes och nominerades samma år till BAFTA Rising Star Award.
År 2020 gjorde hon huvudrollen i Netflix-serien The Queen's Gambit. I serien, som utspelas under kalla kriget, spelar hon det unga amerikanska schackgeniet Beth Harmon, som parallellt med schackmästerskap kämpar med drog- och alkoholmissbruk. 2021 vann hon en Golden Globe Award för sin insats.

## Filmografi (i urval)

### Film
| År   | Titel                               | Roll                     | Anmärkningar |
| ---- | ----------------------------------- | ------------------------ | ------------ |
| 2015 | The Witch                           | Thomasin                 |              |
| 2016 | Morgan                              | Morgan                   |              |
| 2016 | Barry                               | Charlotte Baughman       |              |
| 2016 | Split                               | Casey Cooke              |              |
| 2017 | Marrowbone                          | Allie                    |              |
| 2017 | Thoroughbreds                       | Lily Reynolds            |              |
| 2019 | Glass                               | Casey Cooke              |              |
| 2019 | Playmobil: The Movie                | Marla Brenner            |              |
| 2019 | Marie Curie: Pionjär. Geni. Rebell. | Irène Joliot-Curie       |              |
| 2020 | Emma                                | Emma Woodhouse           |              |
| 2020 | Here Are the Young Men              | Jen                      |              |
| 2020 | The New Mutants                     | Illyana Rasputin / Magik |              |
| 2021 | Last Night in Soho                  | Sandie                   |              |
| 2022 | The Northman                        | Olga                     |              |
| 2023 | Super Mario Bros. Filmen            | Prinsessan Peach         | röst         |
| 2024 | Furiosa: A Mad Max Saga             | Imperator Furiosa        |              |
| 2025 | The Gorge                           | Drasa                    |              |

### TV-serier
| År   | Titel                               | Roll                      | Anmärkningar |
| ---- | ----------------------------------- | ------------------------- | ------------ |
| 2015 | Atlantis                            | Cassandra                 | 5 avsnitt    |
| 2017 | Miniatyrmakaren                     | Petronella "Nella" Brandt | 3 avsnitt    |
| 2019 | Peaky Blinders                      | Gina Gray                 | 6 avsnitt    |
| 2019 | The Dark Crystal: Age of Resistance | Brea (röst)               | 10 avsnitt   |
| 2020 | The Queen's Gambit                  | Beth Harmon               | 7 avsnitt    |